# Turbo (album)
Turbo is het vijfde muziekalbum van de Zweedse band Hoven Droven. Het is opgenomen in Revsund; Home Studio.

## Musici
- Kjell-Erik Eriksson – viool;
- Bo Lindberg – gitaar;
- Pedro Blom – basgitaar;
- Jens Cómen – saxofoon;
- Björn Höglund – slagwerk.

## Composities
Alle composities door Eriksson, behalve waar aangegeven:
1. Bjekkersgauken (3:47)
2. Rulla på (3:48)(Lindberg)
3. Turbo (3:02)
4. Kom hem (4:06)
5. Gungan (2:49)(Lindberg)
6. Morsepolskan (2:55)(Traditional)
7. Tachan (3:14)
8. Dansen (4:25)(Lindberg)
9. Skuffen (3:30)
10. Dubbelvickan-Andra Benet (3:07) (Cómen)
11. Påpp (3:20)(Lindberg)
12. Rally (2:28)(Traditional)
13. Petruchka å Je (3:29)
14. Kompispadden (3:42)(Cómen).